# Ван дер Санде, Тош
Тош Ван дер Санде (нидерл. Tosh Van der Sande; род. 28 ноября 1990, Вейнегем, провинция Антверпен, Бельгия ) — бельгийский профессиональный трековый и шоссейный велогонщик, выступающий за команду мирового тура «Lotto Soudal». 

## Достижения

### Трек
2006
Чемпионат Бельгии по велоспорту на треке (кадеты)
1-й  — Чемпион Бельгии, Гонка по очкам
1-й  — Чемпион Бельгии, Скрэтч
2-й  — Спринт
Чемпионат Бельгии по велоспорту на треке (юниоры)
2-й  — Мэдисон
2-й  — Командная гонка преследования
2007
Чемпионат Бельгии по велоспорту на треке (юниоры)
1-й  — Чемпион Бельгии, Гонка по очкам
1-й  — Чемпион Бельгии, Скрэтч
2-й  — Мэдисон
2-й  — Командный спринт
2008
Чемпионат мира по трековым велогонкам среди юниоров
1-й  — Чемпион мира, Гонка по очкам
2-й  — Мэдисон
Чемпионат Бельгии по велоспорту на треке (юниоры)
1-й  — Чемпион Бельгии, Гонка по очкам
1-й  — Чемпион Бельгии, Скрэтч
1-й  — Чемпион Бельгии, Мэдисон
1-й  — Чемпион Бельгии, Командная гонка преследования

### Шоссе
2008
1-й - этап 4 Трофей Карлсберга (юниоры)
2-й - Джиро ди Тоскана — ГК
1-й - этапы 1 и 3
2010
10-й - U23 Льеж — Бастонь — Льеж
2011
1-й - U23 Льеж — Бастонь — Льеж
1-й - этап 1 Вуэльта Наварры
3-й - Тур Льежа — ГК
1-й - этап 5
3-й - Ля Кот Пикард
4-й - Le Triptyque des Monts et Châteaux — ГК
1-й - этапы 1 и 3
6-й - Флеш Арденны
8-й - Тур Нормандии — ГК
2012
1-й  Три дня Де-Панне — ГрК
4-й - Чемпионат Фландрии
2013
9-й - Гран-при Импаниса
2014
2-й - Гран-при Импаниса
2-й - Париж — Тур
4-й - Омлоп ван хет Хаутланд
2015
2-й - Париж — Тур
2016
1-й - этап 2 Тур де Лан
6-й - Bruges Cycling Classic
7-й - Три дня Западной Фландрии — ГК
10-й - Национале Слёйтингспрейс
2017
2-й - Тур Валлонии — ГК
2018
10-й - Халле — Ингойгем
| ГК  | Генеральная классификация |
| ГрК | Горная классификация      |

### Гранд-туры
| Гонка           | 2013 | 2014 | 2015 | 2016 | 2017 | 2018 |
| --------------- | ---- | ---- | ---- | ---- | ---- | ---- |
| Джиро д'Италия  | —    | 93   | —    | —    | —    | НФ   |
| Тур де Франс    | —    | —    | —    | —    | —    | —    |
| Вуэльта Испании | 127  | —    | 49   | 109  | —    | 114  |

| —  | Не участвовал  |
| НФ | Не финишировал |